# Marnix Gijsen
Marnix Gijsen (pseudonym för Joannes Alphonsius Albertus (Jan-Albert) Goris), född 20 oktober 1899 i Antwerpen, död 29 september 1984 i Lubbeek, var en flamländsk författare.
"Författare, akademiker och diplomat. Har bl.a. varit professor i ekonomisk historia vid universitetet i Leuven och minister vid belgiska ambassaden i Washington, D.C.. Debuterade redan 1920 som poet ... och kom 1947 ut med sin första roman ... Hans stil är rak och tillgänglig och ine sällan ironisk, när han betraktar människans brister." (Litteraturhandboken, 1983)

## Böcker på svenska
- Joakim från Babylon (Joachim van Babylon) (översättning Ingrid Wikén-Bonde, Coeckelberghs, 1975)
- Telemakos i byn (Telemachus in het dorp) (översättning Brita Dahlman, Coeckelberghs, 1976)
- Klagosång över Agnes (Klaaglied om Agnes) (översättning Kerstin Axberger, Coeckelberghs, 1976)
- De olyckligas krog (De kroeg van groot verdriet) (översättning Brita Dahlman, Coeckelberghs, 1977)
- Harmagedon (Harmágedon) (översättning Brita Dahlman, Coeckelberghs, 1978)